# Danilo Martelli
 (décembre 2023).
Pour les articles homonymes, voir Martelli.
Danilo Martelli est un footballeur italien né le 27 mai 1927 à Castellucchio et mort le 4 mai 1949 à Superga. Il évoluait au poste de milieu défensif.

## Biographie
Danilo Martelli commence sa carrière avec l'AC Brescia en 1941 et découvre la deuxième division italienne.
En 1946, il rejoint l'AC Torino. Faisant partie de la grande équipe du club surnommé alors le Grande Torino, il remporte trois titres de Champion d'Italie consécutivement.
Il meurt lors de la catastrophe aérienne de Superga le 4 mai 1949.
Au total, Danilo Martelli dispute 72 rencontres et inscrit 10 buts en première division italienne.
Le stade Danilo Martelli (en) à Mantoue est nommé en son honneur.

## Palmarès
AC Torino
- Championnat d'Italie (3) :
  - Champion :  1946-47, 1947-48 et 1948-49.